# 鮑伯·彼得森
羅伯特·「鮑伯」·彼得森（英語：Robert "Bob" Peterson，1961年1月18日—）是美國的動畫編劇、動畫配音員。他隸屬於皮克斯動畫工作室，為工作室所推出的《蟲蟲危機》、《怪獸電力公司》、《海底總動員》等動畫影片提供劇情內容，並曾與彼特·達克特聯合執導了作品《天外奇蹟》。

## 經歷

### 早年
出生於俄亥俄州的伍斯特一帶。青年時期鮑伯從北俄亥俄州大學畢業後，有前往普渡大學攻讀機械工程研究所。在普渡大學期間，鮑伯曾在校內報刊上創作名為《Loco Motives》的漫畫專欄。
在投入動畫產業前，鮑伯有在Wavefront Technologies和Rezn8等電腦圖像處理公司任職的經歷。

### 皮克斯
1994年鮑伯加入了皮克斯動畫工作室，最初他是在工作室首部電影動畫《玩具總動員》裡負責一些額外的動畫內容與分鏡方面處理，並在短篇動片《棋局》裡做了配音演出。他首次參與劇情編寫的作品是1998年的《蟲蟲危機》；首次參與執導的作品則是與彼特·達克特在2007年聯手推出的《天外奇蹟》，該作品有為他獲得第82屆奧斯卡金像獎最佳動畫長片榮譽。
皮克斯在2015年推出的《恐龍當家》起初指名鮑伯來擔任該作品導演，雖然之後做了人選替換，但他仍有替該作品提供劇情上的內容概念。該年度8月份期間在體育頻道ESPN上所播出，由雜誌《E:60》策劃替美國職棒小聯盟球隊翠登閃電（Trenton Thunder）的狗球僮德比（Derby）所作紀錄影片裡，鮑伯有替影片中露面的小狗德比配音。
在執導《恐龍當家》一事取消後，鮑伯則持續為皮克斯的一些續集電影動畫提供劇情內容，如《海底總動員2：多莉去哪兒？》、《Cars 3：閃電再起》等等。

## 參與作品

### 長篇動畫
- 玩具總動員（1995年）：動畫師、分鏡
- 蟲蟲危機（1998年）：劇本、分鏡
- 玩具總動員2（1999年）：劇本、分鏡
- 怪獸電力公司（2001年）：分鏡、角色「羅茲」（Roz）配音
- 海底總動員（2003年）：劇本、角色「雷老師」（Mr. Ray）配音
- 超人特攻隊（2004年）：串場角色配音
- 汽車總動員（2006年）：串場角色配音
- 料理鼠王（2007年）：分鏡
- 天外奇蹟（2009年）：聯合導演、劇本、分鏡、角色「小逗」（Dug）與「發哥」（Alpha）配音
- 玩具總動員3（2010年）：串場角色配音
- 怪獸大學（2013年）：角色「羅茲」（Roz）配音
- 腦筋急轉彎（2015年）：劇本
- 恐龍當家（2015年）：作品內容概念
- 海底總動員2：多莉去哪兒？（2016年）：劇本、角色「雷老師」（Mr. Ray）配音
- Cars 3：閃電再起（2017年）：劇本、角色「路霸」（Chick Hicks）與「達馬基博士」（Dr. Damage）配音
- 可可夜總會（2017年）：劇本顧問

### 短篇動畫
- 棋局（1997年）：角色「基里」（Geri）配音
- 喬治與艾傑（2009年）：角色「小逗」（Dug）配音

### 記錄短片
- 與尚米榭庫斯托一起探索珊瑚礁的奧祕（Exploring the Reef with Jean-Michel Cousteau、2003年）：劇本

## 個人生活
鮑伯是愛狗人士，私下飼養了稱為羅西（Rosy）的德國牧羊犬；艾娃（Ava）的查理王小獵犬，這些狗成為他在《天外奇蹟》裡構想狗角色小逗（Dug）時的靈感來源。
家庭方面他共有名叫安（Ann）、麥特（Matt），茱莉亞（Julia）的三名子女。

## 外部連結
- 鮑伯·彼得森的X（前Twitter）（英文）